# El Kseur (distrito)
El Kseur é um distrito localizado na província de Bugia, Argélia, e cuja capital é a cidade de mesmo nome, El Kseur. Em 2008, a população total do distrito era de 51 494 habitantes.[carece de fontes?]

## Municípios
O distrito está dividido em três comunas:
- El Kseur
- Fenaïa Ilmaten
- Toudja